# Escut i bandera del Ràfol d'Almúnia
L'escut i la bandera del Ràfol d'Almúnia són els símbols representatius del Ràfol d'Almúnia, municipi del País Valencià, a la comarca de la Marina Alta.

## Escut heràldic
L'escut oficial del Ràfol d'Almúnia té el següent blasonament:
| « | Escut quadrilong de punta redona, partit. Al primer quarter, en camp de gules, cinc cases d'argent, disposades en aspa. Al segon quarter, quarterat en sautor, al primer i quart quarters, en camp d'or, tres pins de sinople sobre un mont també de sinople; al segon i tercer quarters, una ala d'or en camp d'atzur. Per timbre, una corona reial oberta. | » |

## Bandera del Ràfol d'Almúnia
La bandera oficial del Ràfol d'Almúnia té la següent descripció:
| « | Bandera de proporcions 2:3. De roig, al centre cinc cases d'argent o gris perla, disposades en aspa. | » |

## Història
L'escut s'aprovà per Resolució de l'1 de març de 1999, del conseller de Presidència, publicada en el DOGV núm. 3.506, del 31 de maig de 1999.
Les cases són un senyal parlant al·lusiu al ràfol del topònim, que va mantenir tota la seva població musulmana fins a l'expulsió dels moriscos. Al costat, les armes dels Almúnia, antics senyors del poble abans de l'abolició dels senyorius i marquesos del Ràfol d'Almúnia.
La bandera s'aprovà per Resolució de 31 de juliol de 2001, del conseller de Justícia i Administracions Públiques, publicada en el DOGV núm. 4.081, de 7 de setembre de 2001